# Aphantopus ochracea
Aphantopus ochracea är en fjärilsart som beskrevs av Hauder 1901. Aphantopus ochracea ingår i släktet Aphantopus och familjen praktfjärilar. Inga underarter finns listade i Catalogue of Life.